# 연민

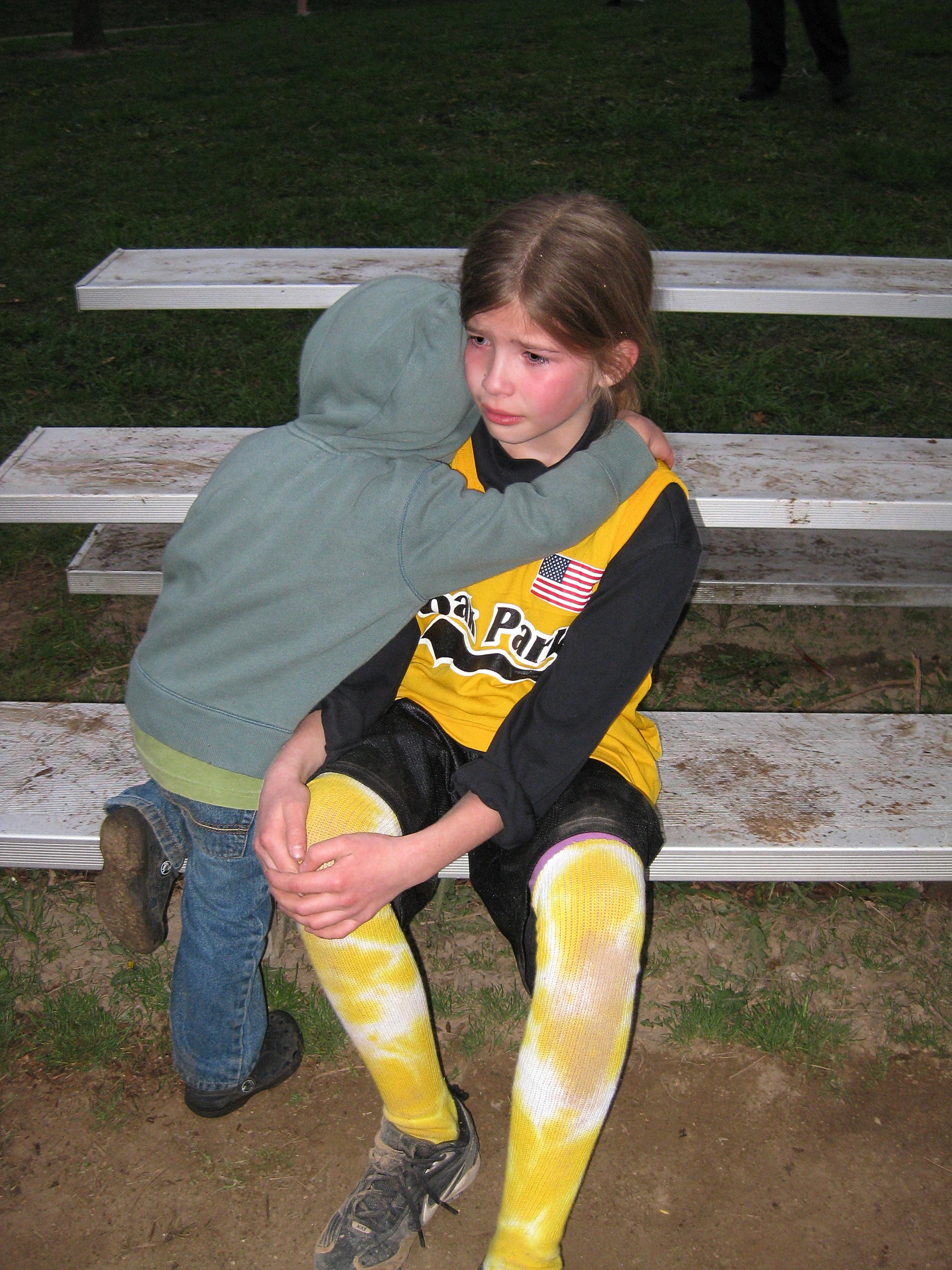

연민(憐憫/憐愍)은 타인의 고통을 인식하고, 그 고통을 덜어주거나 없애고자 하는 마음이다. 단순한 동정과는 달리, 적극적으로 도움을 주려는 의지를 포함한다.

## 연민과 공감의 차이
공감이 타인의 감정을 이해하는 것이라면, 연민은 그 이해를 바탕으로 도움을 주려는 적극적인 의지를 포함한다.

## 거미줄
의상대사는 화엄사상을 정립한 것으로 존경받는데 이는 마치 거미줄의 한편에서 신음하는 괴로움이 다른 반대편 거미줄에서도 그 고통이 전해지는 것처럼 이 세상이 거미줄의 씨줄과 날줄로 촘촘히 짜여 있어서 그 어느 하나라도 홀로 있거나 저혼자 일어난 일은 없으며 이 모두가 연관되어 끝없는 시간과 공간 속에서 서로의 원인과 결과로 얽히고 섥혀있는바 자신의 욕망을 위해 악을 선택하기보다는 서로에게 연민을 갖고 어렵지만 선을 베푸는 것이 결국 모두를 위해 선한 곳으로 만들 수 있는 궁극적으로 우리가 평화롭게 함께 살 수 있는 길이라는 맥락의 언급을 한 바있다.

## 연민
남을 위한 선한 행동으로서의 연민에 대해서 주역에서 이를 언급한 바있다.
積善之家，必有餘慶, 積不善之家，必有餘殃。(주역 곤 문언전)
선을 쌓는 집안에는 반드시 경사의 여유가 있는 바인 것이다. 선행을 행하지 못하여 선이 쌓이지 않으면 반드시 넘치는 재앙이 있는 것이다.
이는 '받은 선행보다 준 선행이 많으면 남는 선행이 있고 받은 악행보다 준 악행이 많으면 남는 악행이 있다. 남는 것이 적으면 자신에게서 그치나 남는 바가 크면 세상에 미친다'는 맥락으로 해석할 수도 있다.

## 그리스도의 연민
프로테스탄트이자 청교도인 토머스 굿윈은 그리스도를 연민의 표상으로 제안한바있다. 이것은 그리스도의 마음이 인류사적으로 유일한 십자가 사건에서 확인되는 바와같이 지극히 온전하고 연민적이라는 것이다. 이런 묘사는 사랑으로 표현되는 보다 더 상대방의 감정을 같이 느끼는 공감능력을 보여주는 그리스도로 본 점에서 인성도 그 결정성이 얼마나 이타적으로 최고조에 이르는 연민의 감정으로 가능할 수 있는지를 잘 언급하고 있다.

## 같이 보기
- 사랑
- 감정이입
- 성인